# فانديفر (ألاباما)
فانديفر (بالإنجليزية: Vandiver)‏ هي مدينة أمريكية تقع في ولاية ألاباما.ويبلغ عدد سكانها 1168 نسمة حسب إحصاء سنة 2010 م.

## أعلام
- فرد ويتفيلد